# 김현 (디자이너)
김현(1949년 ~ )은 디자인파크를 설립한 한국의 디자이너이다.

## 호돌이 제작
1988년 서울 올림픽의 마스코트인 호돌이를 제작하였다.